# Tabergsån

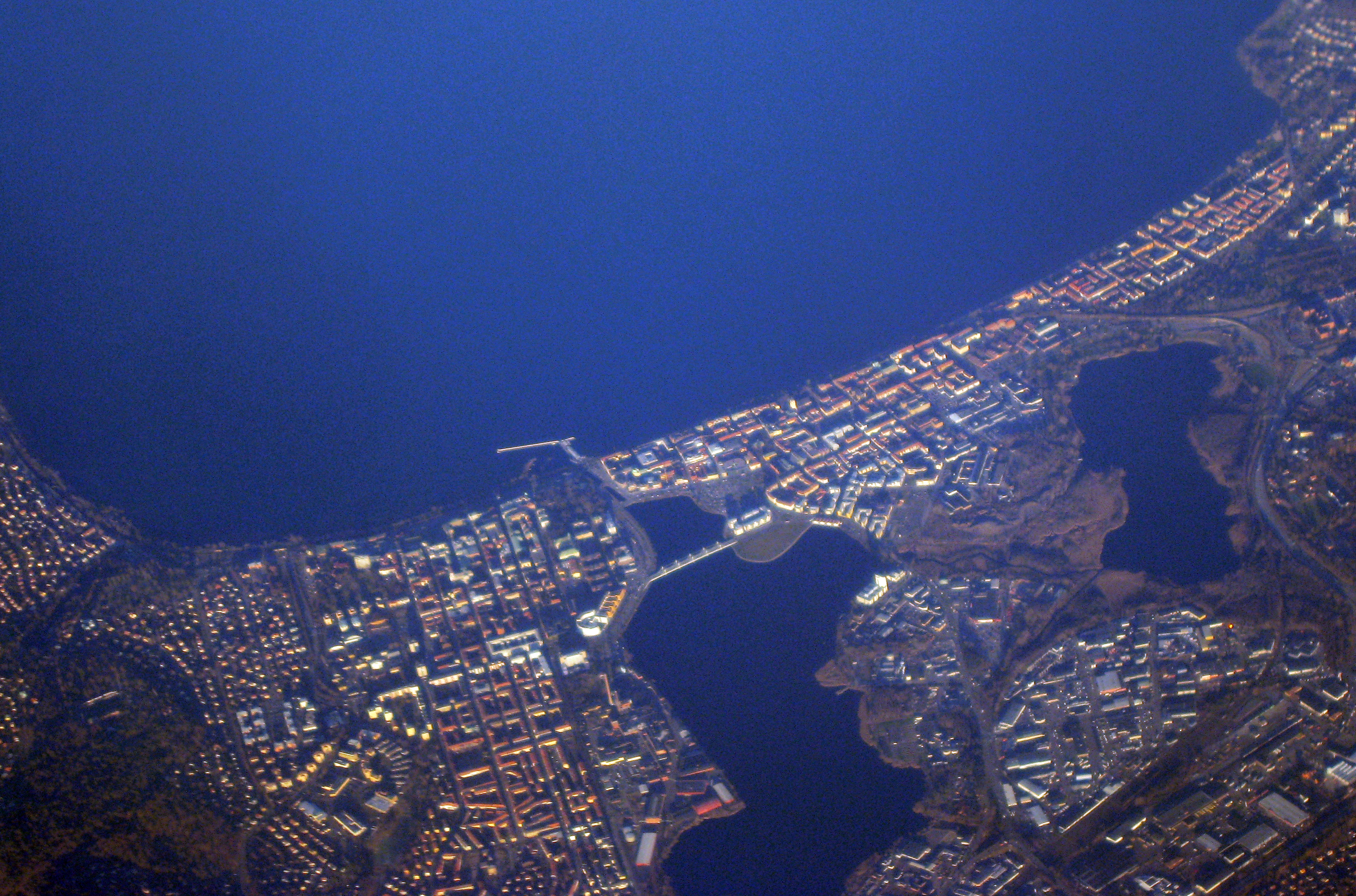
Tabergsåns utflöde i Vättern med Munksjön centralt i nederkant av bilden.

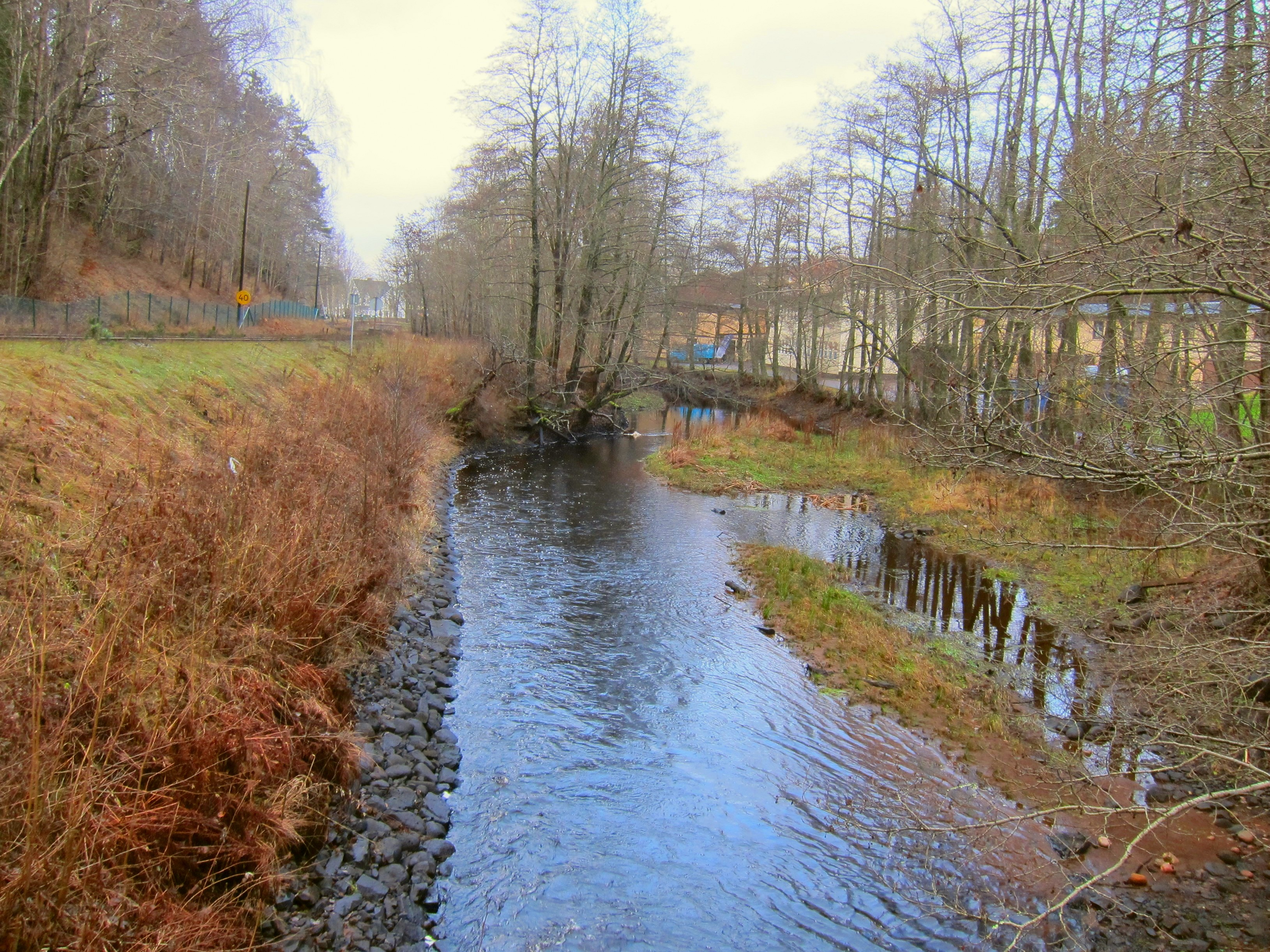
Tabergsån söder om Taberg.

Tabergsån i Jönköpings län rinner upp strax söder om Vederydssjön/Masugnsdammen, cirka en kilometer söder om Månsarps samhälle. Ån rinner norrut genom samhällena Månsarp, Taberg, Norrahammar och Hovslätt för att mynna ut i Munksjön vid Jordbron i Jönköping. Fallhöjden från Masugnsdammen vid Vederydssjöns norra ände är cirka 140 meter. Biflöden till Tabergsån är Kåperydsån, Kallbäcken, Sandserydsån och Lillån. Tabergsåns totala avrinningsområde är 245 km².
Tabergsån klassas som nationellt värdefull för fisket och regionalt särskilt värdefull för naturvården. Som kraftkälla har ån haft stor betydelse för bygdens industriella utveckling och klassas därför som nationellt särskilt värdefull för kulturvården.

## Fauna
I Vättern finns både storvuxen sjölevande röding, öring och inplanterad lax. Öringen är beroende av åar och bäckar som lek- och uppväxtområde och därmed är Tabergsån är en viktig plats för öringens fortplantning. Förr behövdes vattenkraften och därför anlades många dammar i Tabergsån. Dammarna fungerar som vandringshinder och därmed har inte öringen tillgång till sina tidigare lek- och uppväxtområden. Genom att bygga stryk i Massadammen kan vattenspegeln att behållas samtidigt som vandrande fisk kan ta sig förbi.
Tabergsån fungerar som lek- och uppväxtområde för vätteröring och de nedre delarna är ett reproduktionsområde för vätterharr. Den vuxna öringen vandrar upp från Vättern och leker på hösten i Tabergsån. Äggen kläcks sedan i april-maj och ynglen kräver bra vattenkvalitet. Efter sommaren är ynglen (som kallas för smolt) cirka 6–10 cm stora.
Fisken lever sedan i ån i 2–3 år och därefter vandrar en del av smolten ut i Vättern. Fastän det skiljer otroligt mycket i storlek mellan vuxen öring som lever i vattendraget och vuxen öring ifrån Vättern, är det samma art. Under våren leker även den rödlistade arten flodnejonöga i ån.

## Åtgärder för att höja den biologiska statusen

### Kalkning
Sedan 1987 kalkar man några våtmarker i den övre delen av Tabergsån. Kalkningen bidrar bland annat till att bevara den försurningskänsliga öringen i ån.

### Skapa fria vandringsvägar
Tabergsån har ett flertal tillflöden, bland andra Lillån, Sandserydsån och Kallebäcken. 
I Tabergsån och i biflödena finns flera av människan skapade vandringshinder som försvårar eller omöjliggör för öringen att nå sina ursprungliga lekplatser. Idag pågår arbete med att på olika sätt skapa fria vandringsvägar så att öringen ska kunna nyttja större delar av sina lek- och uppväxtområden. Detta ökar produktionen av vätteröringungar (smolt) som vandrar ut i Vättern och är därmed positivt för fisket i sjön. Efter att en fisktrappa färdigställts i Hovslätt 1993 kunde uppvandrande öring från Vättern ta sig till Hökhultsdammen, som med en fallhöjd på fem meter utgjorde ett vandringshinder. Miljödomstolen gav tillstånd för utrivning av dammen hösten 2004 och arbetet avslutades våren 2005. Genom utrivningen försvann både vandringshindret och dammens indämningseffekt. Det tidigare indämda området ersattes av cirka 350 meter strömmande vatten. Uppvandring och lek ar observerades under hösten 2005 både på indämd och övre sträcka. Elfiske kommer att ske framöver för att kontrollera resultatet av utrivningen.
För att möjliggöra fri vandringsväg för fisk revs Nyréns damm i Kallebäcken hösten 2002. På så vis återskapades en cirka 70 meter lång sträcka med strömmande vatten i bäcken. Nyrens damm var tidigare ett svårforcerat hinder för uppvandrande öring. Genom att åtgärda vandringshindren i Kallebäcken bedömdes den totala smoltproduktionen av öring i Tabergsåns vattensystem öka med 50 procent.